# Pfarrkirche Langenhart

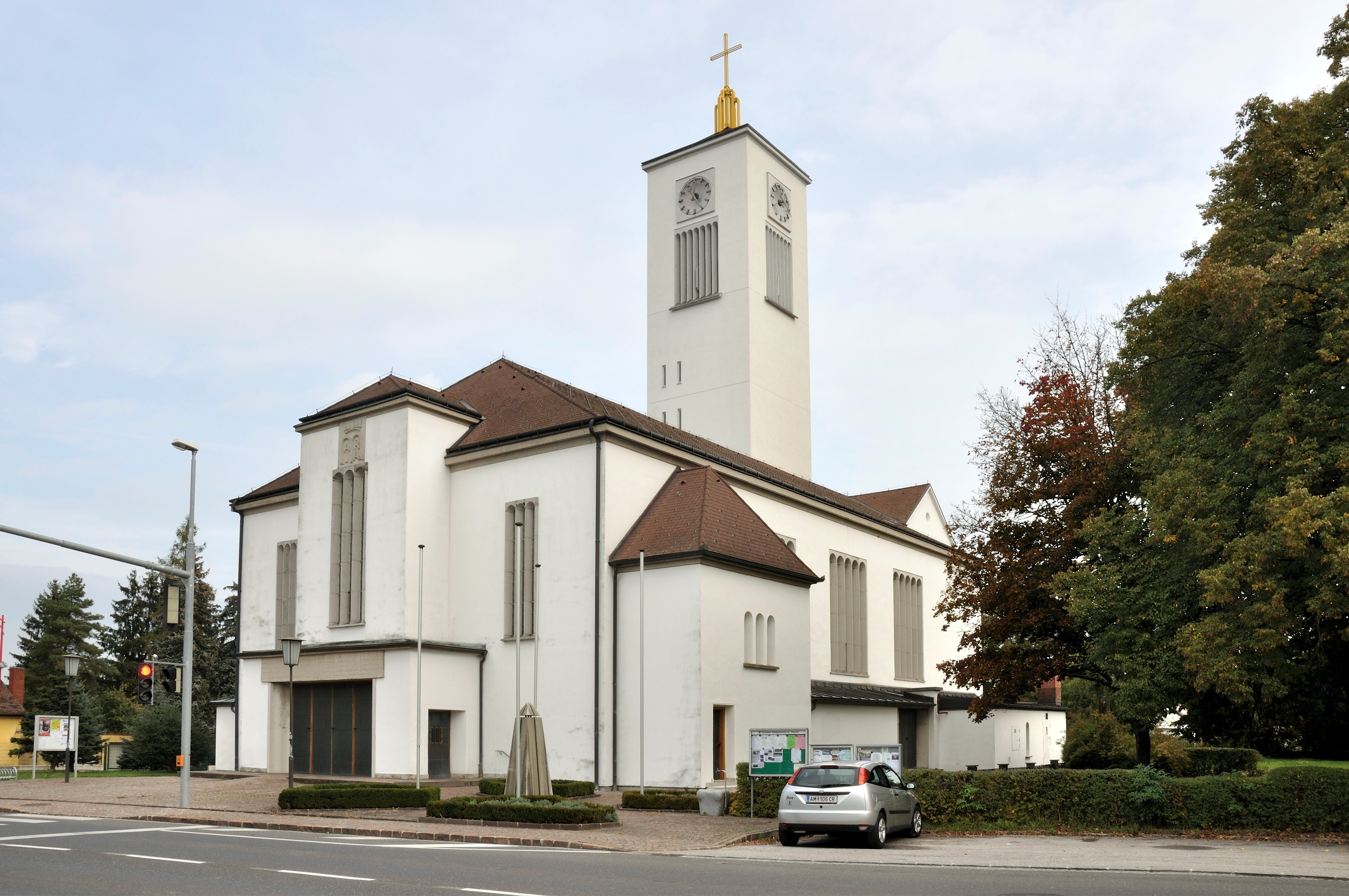
Pfarrkirche Langenhart

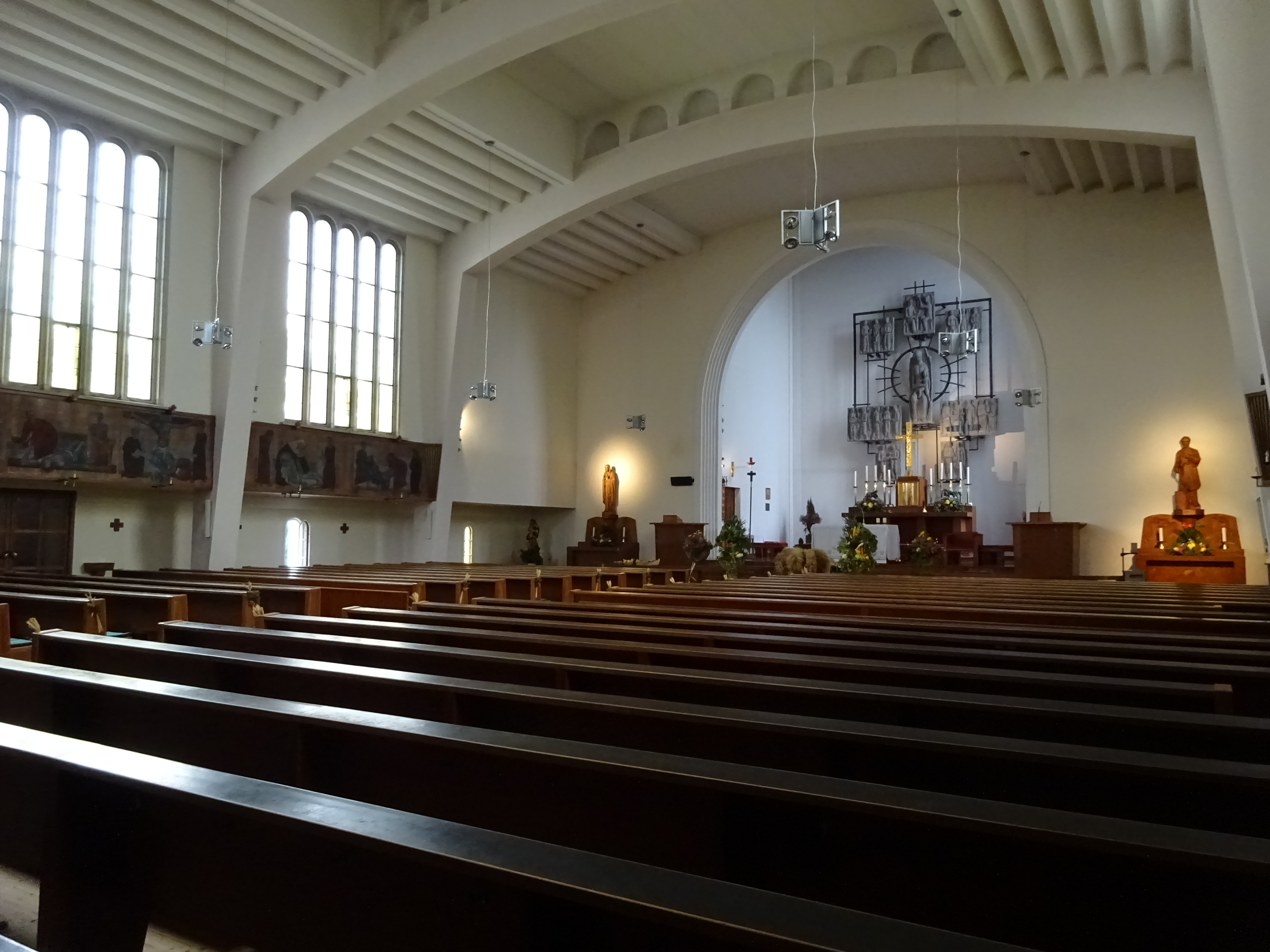
Innenansicht

Die Pfarrkirche Langenhart steht im Ortsteil Langenhart in der Stadtgemeinde St. Valentin im Bezirk Amstetten in Niederösterreich. Die römisch-katholische Pfarrkirche hl. Mariä von der immerwährenden Hilfe gehört zum Dekanat Haag in der Diözese St. Pölten. Die Kirche steht unter Denkmalschutz (Listeneintrag).

## Geschichte
Ab 1940 wurde die Wohnsiedlung für die Nibelungen-Panzerwerke St. Valentin erbaut, ein Kirchenbau war nicht vorgesehen. Der damalige Pfarrer von St. Valentin, Dechant Leopold Höfinger, versuchte vergebens einen Kirchenbau in Langenhart zu organisieren. Erst 1952 wurde ein Kirchenbauverein gegründet und am 1. August 1954 erfolgte der Spatenstich für die Kirche, die nach Plänen des Architekten Josef Friedl erbaut wurde. Am 29. September 1957 wurde die Kirche durch Bischofkoadjutor Franz Zak geweiht und am 1. Oktober 1957 Langenhart zur selbständigen Pfarre erhoben.
Die Kirche hat einen 50 Meter hohen Glockenturm. Der Kreuzweg der Kirche stammt von Heinrich Tahedl. Das Altarrelief aus Untersberger Marmor zum Thema Marienleben gestaltete der Tiroler Bildhauer Franz Pöhacker.
1962 wurde eine Orgel aus der Werkstatt Georg Windtner/St. Florian eingebaut.